# Paul-Eugène Roy

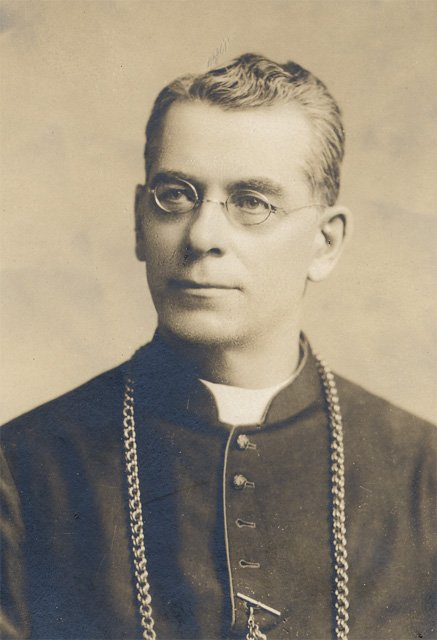
Paul-Eugène Roy (1910)

Paul-Eugène Roy (* 8. November 1859 in Berthier-sur-Mer; † 20. Februar 1926 in Québec) war ein kanadischer römisch-katholischer Priester, zuerst Weihbischof, dann von 1925 bis 1926 Erzbischof von Québec.

## Herkunft und Ausbildung
Er war Schüler in den Diözesanseminarien der Erzdiözese Québec. Aufgrund seiner außergewöhnlichen Begabung entsandten ihn seine Oberen zum Weiterstudium in das Institut Catholique nach Paris, wo er bis 1885 blieb. Am 13. Juni 1886 wurde er für das Erzbistum Québec zum Priester geweiht und wirkte zunächst als Studienpräfekt am Kleinen Seminar von Québec. Dort unterrichtete er Rhetorik.

## Pfarrer
Roy engagierte sich als Seelsorger besonders für Arbeiter und Benachteiligte; Schwerpunkte seines seelsorgerlichen Wirkens lagen auf Abstinenz und der Pflege der französischen Sprache. Von 1890 bis 1899 diente er der außerhalb seiner Heimat in der französischsprachigen Pfarrei Sainte-Anne in Hartford, Connecticut.
Im Jahr 1899 rief ihn Erzbischof Louis-Nazaire Bégin in die Québec Erzdiözese zurück; seine Aufgabe wurde die Finanzierung des gefährdeten Spitals Hôtel-Dieu. Er war gleichzeitig Seelsorger in der Pfarrei Notre-Dame-de-Jacques-Cartier. 1907 wurde er für die Bewegung „Action Sociale Catholique“ freigestellt.

## Bischof
Papst Pius X. ernannte ihn am 8. April 1908 zum Weihbischof von Québec mit dem Titularbistum Eleutheropolis in Palaestina. Am 10. Mai 1908 spendete ihm der Erzbischof von Québec, Louis-Nazaire Bégin, die Bischofsweihe. Mitkonsekratoren waren der Bischof von Rimouski, André-Albert Blais, sowie Michel-Thomas Labrecque, der Bischof von Chicoutimi.
Am 26. Juni 1914 zum Titularerzbischof von Seleucia Pieria erhoben, erfolgte am 1. Juni 1920 die Ernennung Roys zum Koadjutorerzbischof von Québec. Am 18. Juli 1925 folgte er als Erzbischof von Québec nach. Roy starb bereits am 20. Februar 1926.

## Veröffentlichungen (Auswahl)
- L. A. [Louis Amateur] Olivier. Québec 1891.
- Le règne social du Sacré-Cœur. In: Le Messager canadien du Sacré-Cœur (Montréal), 13 (1904), 248–52, 305–10, 357–63.
- L’Action sociale catholique et l’Œuvre de la presse catholique; motifs, programme, organisation, ressources. Québec 1907.
- Discours religieux et patriotiques. Québec 1926.
- Apôtres et apostolat. Québec 1927.
- D’une âme à une autre: correspondance spirituelle et familière avec une âme consacrée à Dieu. Montréal, 1927.
- Action sociale catholique et tempérance. Québec 1927.
- La Sainte Vierge: Immaculée Conception, Nativité, le nom de Marie. Québec 1928–1930.